# Багровый остров
«Багровый остров» — пьеса Михаила Булгакова в четырёх действиях с прологом и эпилогом, политическая сатира. Имеет авторский подзаголовок «Генеральная репетиция пьесы гражданина Жюля Верна в театре Геннадия Панфиловича с музыкой, извержением вулкана и английскими матросами». Написана в 1927 году, премьера пьесы состоялась 11 декабря 1928 года (закрытый просмотр в Московском Камерном театре), полгода спустя пьеса была запрещена советской цензурой.
Пьеса высмеивает идеологический, узкоклассовый советский подход к искусству. В письме правительству СССР от 28 марта 1930 года Булгаков прямо указал, что пьеса направлена против Главреперткома, который убивает творческую мысль и губит советскую драматургию, и добавил: «Я не шёпотом в углу выражал эти мысли. Я заключил их в драматургический памфлет и поставил этот памфлет на сцене».
Пьеса насыщена озорной буффонадой, пародирует всевозможные штампы — театральные, идеологические, литературные и т. п. Пародированию подвергается советская революционная драматургия: её лобовые конфликты, «чёрно-белые» персонажи, массовые действия, аксессуары и атрибутика:259.
Рукописи текста пьесы не сохранились, существуют два авторских машинописных текста, второй по сравнению с первым несколько сокращён и отредактирован.

## История
Пьеса основана на фельетоне «Багровый остров», опубликованном Булгаковым в 1924 году в литературном приложении к газете «Накануне». Фельетон также имел подзаголовок: «Роман тов. Жюля Верна, с французского на эзоповский перевёл Михаил А. Булгаков».
Булгаков заключил договор на написание пьесы «Багровый остров» 30 января 1926 года. По условиям договора,

…в случае, если «Багровый остров» не сможет по каким-либо причинам быть принятым к постановке Дирекцией, то М. А. Булгаков обязуется вместо него, в счёт платы, произведенной за «Багровый остров», предоставить Дирекции новую пьесу на сюжет повести «Роковые яйца»…
Первая редакция пьесы была готова к концу февраля 1927 года; 4 марта автор отдал текст в театр. Но постановку «Багрового острова» Главрепертком разрешил только 26 сентября 1928 года.
Разрешение на постановку пьесы Московским Камерным театром было дано в 1928 году и стало неожиданным для автора, поскольку одновременно была запрещена его пьеса «Бег». В июне 1929 года спектакль запретили, но за полгода его успели показать более 60 раз.
При жизни Булгакова пьеса ни разу не была опубликована. Начиная с «Багрового острова» тема «художник и власть» становится основной в творчестве Булгакова.

## Персонажи и их характеристика
- Геннадий Панфилович — директор театра, он же лорд Эдвард Гленарван. «Рыжий, бритый, очень опытный».
- Василий Артурович Дымогацкий — он же Жюль Верн, он же Кири-Куки — проходимец при дворе. «На польском фронте контужен в голову… громаднейший талантище… форменный идиот».
- Метелкин Никанор — помощник режиссёра, он же слуга Паспарту, он же ставит самовар Геннадию Панфиловичу, он же Говорящий попугай.
- Жак Паганель — член географического общества. «Француз. Акцент. Империалист».
- Лидия Иванна — она же леди Гленарван. «Гран-кокетт».
- Гаттерас — капитан. «Спустите трап, ангелочки, спустите, херувимчики, английским языком вам говорю! Трам-та-рам-та-рам».
- Бетси — горничная леди Гленарван.
- Сизи-Бузи Второй — белый арап, повелитель острова. «Тупой злодей на троне».
- Ликки-Тикки — полководец, белый арап. «Впоследствии раскаялся в этом».
- Суфлёр.
- Ликуй Исаич — дирижёр. «Отец его жил в одном доме с Римским-Корсаковым».
- Тохонга — арап из гвардии.
- Кай-Кум — первый положительный туземец.
- Фарра-Тете — второй положительный туземец.
- Музыкант с валторной.
- Савва Лукич — советский чиновник, от которого зависит, будет ли разрешена постановка пьесы.
- Арапова гвардия (отрицательная, но раскаялась), красные туземцы и туземки (положительные и несметные полчища), гарем Сизи-Бузи, английские матросы, музыканты, театральные школьники, парикмахеры и портные.

## Сюжет
Действие происходит в первой половине XX века.
Хозяин театра Геннадий Панфилович получает от драматурга Дымогацкого экземпляр пьесы «Багровый остров» — революционной переделки произведений Жюля Верна. Проблема в том, что критик, который должен оценить пьесу, уезжает, и поэтому труппа театра должна в один день провести генеральную репетицию. На этом пролог заканчивается и начинается пьеса Дымогацкого.

### Акт первый
На отдаленном Туземном острове назревает бунт. Краснокожие туземцы собираются восстать против власти белых арапов с их королём Сизи-Бузи. Лидеры туземцев — Кай-Кум и Фарра-Тетте — схвачены и приведены к королю. Вместе с ними приведён министр Бузи — проходимец при дворе Кири-Куки. Кири притворился единомышленником туземцев, чтобы потом донести на них. Приговорённые к смерти Кай и Фарра прыгают со скалы в море.
Пока Сизи, Кири и араповая гвардия пытаются их найти, к острову приплывает яхта лорда Гленарвана. На ней — сам лорд, его жена, капитан Гаттерас с матросами, профессор Паганель и его лакей Паспарту. Европейцы узнали от Сизи, что на Острове много жемчуга. Лорд платит Сизи за него несколько тысяч стерлингов, кучу ситца и бочку «огненной воды» (водки). Контракт при этом подписывает Кири-Куки — единственный образованный человек на Острове. Кири дарит леди Гленарван ругающегося, как матрос, попугая, после чего яхта с европейцами уплывает. Король устраивает народные гуляния на Острове.

### Акт второй
Король Сизи-Бузи погиб. Ночью произошло извержение вулкана, и королевский вигвам вместе с гаремом и половиной гвардии утонул в лаве. Кири-Куки притворяется другом краснокожего народа и становится королём Острова. Кири подчиняет себе араповую армию вместе с генералом Ликки-Тикки и переименовывает Туземный остров в Багровый. Также Кири «объявляет» на Острове социализм.
Спустя несколько дней к Кири приходят трое туземцев, чтобы сообщить о хорошем улове жемчуга. Также туземцы говорят Кири, что он неправильно поступает, собираясь отдать европейцам жемчуг. Спор переходит в перебранку, после которой Ликки-Тикки наносит одному из туземцев удар. Неожиданно в вигвам к Кири заходят живые Кай-Кум и Фарра-Тетте, которые были подобраны рыбаками в море; они прилюдно разоблачают короля Острова. Спасаясь от толпы туземцев, Кири, Ликки и гвардия запираются в вигваме и отбиваются оттуда стрелами.

### Акт третий
В английский замок лорда Гленарвана прибывают Кири, Ликки-Тикки и гвардия. Они просят лорда остаться в замке; тот, посоветовавшись с Паганелем и Гаттерасом, соглашается на условиях, что арапы будут работать в каменоломнях. На требование сдать оружие Ликки-Тикки отвечает протестом; Гаттерас вызывает вооружённую команду матросов. Сломленные арапы позволяют отвести себя в каменоломни. Сам Кири-Куки остаётся в замке лорда и становится любовником леди Гленарван.
Остепенившийся Кири пытается заигрывать с симпатичной горничной Бетси, что приводит к скандалу между ним и леди, которая увольняет Бетси. Бетси делится бедой со своим любимым — адъютантом Ликки-Тикки Тохонгой. Тот решает бежать обратно на Остров на небольшом катере. Вместе с ним решает ехать Ликки-Тикки, возненавидевший Кири. Троица уносит все вещи из замка лорда и уплывает. Когда Гленарван обнаруживает это, он решает ехать на Остров вместе с арапами и вооружённой командой.
Неожиданно в театр прибывает крупный чиновник, ответственный за культуру: Савва Лукич. Геннадий Панфилыч знакомит его с сюжетом пьесы, актёрами и продолжает спектакль в «революционном» стиле (матросы поют «Все мы вышли из народа», а попугай кричит революционные лозунги).

### Акт четвёртый
Катер с Ликки, Тохонгой и Бетси прибывает на Остров, где восстановился социализм. Ликки извиняется перед туземцами и раздаёт им оружие, привезённое из Европы. На Острове только что прошла чума, и поэтому Ликки приказывает туземцам обмакнуть стрелы и пули в чумном яде, так как эта болезнь — единственная вещь, которой боятся европейцы.
Вскоре прибывает яхта лорда с арапами на борту. Как только гвардия сходит на берег, она видит генерала Ликки-Тикки и сдаётся. Когда лорд уже собирается открыть по туземцам огонь, Ликки угрожает отравить их корабль чумой. Умоляя его спасти, Кири признаётся в романе с леди Гленарван, из-за чего лорд стреляется. Яхта уходит в океан.

### Эпилог
Геннадий Панфилович спрашивает Савву о пьесе, на что тот отвечает: «Запрещается». В смятении Дымогацкий начинает описывать свою бедную жизнь; его уводят. Савва говорит, что проблема в конце: туземцы получают свободу, а матросы, как пролетарии, остаются в неволе. Геннадий быстро предлагает другой финал, в котором матросы под предводительством Паспарту сбрасывают в океан Леди, Паганеля и Гаттераса. Савва даёт добро, все ликуют.

## Идеологическая критика
Советские критики не стеснялись в выражениях: «Никчёмный спектакль, на который зря потрачены средства»; «Советскому театру такая пьеса совершенно не нужна»; и даже «Такой Булгаков не нужен советскому театру». Сталин в «Ответе на письмо Билль-Белоцерковского» (1929 год) назвал «Багровый остров» макулатурой, а Камерный театр — буржуазным.

## Театральные постановки
- 1928 — Камерный театр, постановка Александра Таирова при участии Л. Л. Лукьянова, декорации В. Рындина, музыка А. Метнера, танцы Н. Глан. Актёры: Иван Аркадин — Геннадий Панфилович, П. А. Бакшеев, Николай И. Быков, Евгений Вибер, В. Ганшин, Сергей Гортинский, В. Карманов, В. Матисен, Николай Новлянский — Никанор, Владимир Соколов — Сизи-Бузи (?? Н. Соколов), С. Тихонравов, Ю. Хмельницкий, С. Ценин, Н. Горина, Е. Н. Новодержина, Е. Штейн.
- 1988 — театр «Сфера»[13].
- 1988 — Саратовский академический драматический театр им. Карла Маркса, постановка Александра Дзекуна.
- 2022 — Московский драматический театр им. Пушкина[14], постановка Евгения Писарева.
- 2025 — Омский государственный драматический «Пятый театр»[15], постановка Дмитрия Огородникова.

## Экранизации
- 1991 — режиссёром Александром Фенько по мотивам нескольких произведений Булгакова снят фильм «Красный остров».